# Список Героев Советского Союза (Анискин — Артемьев)
В настоящем списке представлены в алфавитном порядке все Герои Советского Союза, чьи фамилии начинаются с буквы «А» (всего 592 человека, из них девять удостоены звания дважды). Список содержит даты Указов Президиума Верховного Совета СССР о присвоении звания, информацию о роде войск, должности и воинском звании Героев на дату представления к присвоению звания Героя Советского Союза, годах их жизни.
Ударения в фамилиях Героев приведены по книге «Герои Советского Союза: Краткий биографический словарь / Пред. ред. коллегии И. Н. Шкадов. — М.: Воениздат, 1987. — Т. 1 /Абаев — Любичев/. — 911 с. — 100 000 экз. — ISBN отс., Рег. № в РКП 87-95382.».
- Персиковым цветом  в таблице выделены Герои, удостоенные звания дважды и более раз.
- Серым цветом  в таблице выделены Герои, представленные к званию посмертно.

| Навигационная таблица | Навигационная таблица              |
| --------------------- | ---------------------------------- |
| «А»                   | Абаев Ахсарбек — Азалов Клычнияз   |
| «А»                   | Азаров Алексей — Алиев Шамсула     |
| «А»                   | Алимбетов Абылай — Анисичкин Фёдор |
| «А»                   | Анискин Александр — Артемьев Иван  |
| «А»                   | Артемьев Николай — Аянян Эдуард    |

| № п/п | Фамилия Имя Отчество                                                                                               | Дата Указа            | Род войск    | Должность | Звание                    | Годы жизни                     | БС ГС НЛ                        |
| ----- | --- | --------------------- | ------------ | --- | ------------------------- | ------------------------------ | ------------------------------- |
| 355   | Ани́скин Александр Дмитриевич                                                                                       | 22.02.1943            | авиация      | старший лётчик 32-го гвардейского истребительного авиационного полка 210-й истребительной авиационной дивизии 1-го истребительного авиационного корпуса 3-й воздушной армии Калининского фронта                                         | гвардии старший лейтенант | 24.11.1918 — 20.02.1943        | [ БС 1 ] [ ГС 1 ] [ НЛ 1 ]      |
| 356   | Ани́скин Михаил Александрович                                                                                       | 24.03.1945            | танкист      | командир танка Mk IX 44-го гвардейского танкового полка 8-й гвардейской механизированной бригады 3-го гвардейского механизированного корпуса 3-го Белорусского фронта                                                                   | гвардии лейтенант         | 19.11.1922 — 25.06.1944        | [ БС 2 ] [ ГС 2 ] [ НЛ 2 ]      |
| 357   | Ани́сов Владимир Фомич                                                                                              | 26.10.1944            | авиация      | командир эскадрильи 76-го гвардейского штурмового авиационного полка 1-й гвардейской штурмовой авиационной дивизии 8-й воздушной армии 4-го Украинского фронта                                                                          | гвардии капитан           | 05.07.1921 — 23.02.2006        | [ БС 2 ] [ ГС 3 ] [ НЛ 3 ]      |
| 358   | Ани́сов Степан Тимофеевич                                                                                           | 24.04.1944            | связисты     | телефонист взвода связи мотострелкового батальона 7-й гвардейской механизированной бригады 3-го гвардейского механизированного корпуса 47-й армии Воронежского фронта                                                                   | гвардии красноармеец      | 15.03.1910 — 11.06.1972        | [ БС 2 ] [ ГС 4 ] [ НЛ 4 ]      |
| 359   | Ани́щенко Александр Михайлович укр. Аніщенко Олександр Михайлович                                                   | 26.10.1943            | артиллерия   | командир миномётного расчёта 209-го гвардейского стрелкового полка 73-й гвардейской стрелковой дивизии 7-й гвардейской армии Степного фронта                                                                                            | гвардии сержант           | 06.11.1916 — 30.10.1976        | [ БС 2 ] [ ГС 5 ] [ НЛ 5 ]      |
| 360   | Ани́щенко Сергей Петрович бел. Анішчанка Сяргей Пятровіч                                                            | 24.03.1945            | пехота       | стрелок 16-го стрелкового полка 102-й стрелковой дивизии 48-й армии 1-го Белорусского фронта | красноармеец              | 20.04.1923 — 31.07.1944        | [ БС 2 ] [ ГС 6 ] [ НЛ 6 ]      |
| 361   | Ани́щенков Павел Яковлевич                                                                                          | 30.10.1943            | артиллерия   | командир отделения разведки дивизиона 362-го артиллерийского полка 106-й стрелковой дивизии 65-й армии Центрального фронта | старший сержант           | 05.06.1919 — 11.04.1990        | [ БС 2 ] [ ГС 7 ] [ НЛ 7 ]      |
| 362   | Анкуди́нов Егор Ефремович                                                                                           | 15.05.1946            | авиация      | заместитель командира 812-го истребительного авиационного полка 265-й истребительной авиационной дивизии 3-го истребительного авиационного корпуса 16-й воздушной армии 1-го Белорусского фронта                                        | майор                     | 10.04.1910 — 09.09.1994        | [ БС 2 ] [ ГС 8 ] [ НЛ 8 ]      |
| 363   | Анкуди́нов Иван Андреевич                                                                                           | 24.03.1945            | пехота       | командир 1157-го стрелкового полка 351-й стрелковой дивизии 18-й армии 4-го Украинского фронта | подполковник              | 14.09.1906 — 30.11.1944        | [ БС 3 ] [ ГС 9 ] [ НЛ 9 ]      |
| 364   | Анна́ев Ораз туркм. Annayew Oraz                                                                                    | 15.01.1944            | кавалерия    | помощник командира сабельного взвода 55-го гвардейского кавалерийского полка 15-й гвардейской кавалерийской дивизии 7-го гвардейского кавалерийского корпуса 61-й армии Центрального фронта                                             | гвардии старшина          | 1913 — 23.10.1943              | [ БС 4 ] [ ГС 10 ] [ НЛ 10 ]    |
| 365   | Аноприе́нко Михаил Григорьевич                                                                                      | 31.05.1945            | артиллерия   | командир батареи 206-го истребительно-противотанкового артиллерийского полка 20-й отдельной истребительно-противотанковой артиллерийской бригады РГК в составе 2-й гвардейской танковой армии 1-го Белорусского фронта                  | капитан                   | 21.11.1918 — 23.01.1986        | [ БС 4 ] [ ГС 11 ] [ НЛ 11 ]    |
| 366   | Ано́сов Николай Константинович                                                                                      | 10.04.1945            | пехота       | командир взвода 898-го стрелкового полка 245-й стрелковой дивизии 59-й армии 1-го Украинского фронта | младший лейтенант         | 29.05.1923 — 15.04.1984        | [ БС 4 ] [ ГС 12 ] [ НЛ 12 ]    |
| 367   | Ано́хин Алексей Васильевич                                                                                          | 26.10.1944            | авиация      | командир звена 119-й отдельной разведывательной авиационной эскадрильи 7-й воздушной армии Карельского фронта | старший лейтенант         | 17.03.1922 — 11.06.2010        | [ БС 4 ] [ ГС 13 ] [ НЛ 13 ]    |
| 368   | Ано́хин Дмитрий Алексеевич                                                                                          | 15.01.1944            | артиллерия   | бронебойщик роты противотанковых ружей 215-го гвардейского стрелкового полка 77-й гвардейской стрелковой дивизии 61-й армии Центрального фронта                                                                                         | гвардии красноармеец      | 15.01.1924 — 09.03.1944        | [ БС 4 ] [ ГС 14 ] [ НЛ 14 ]    |
| 369   | Ано́хин Иван Фёдорович                                                                                              | 15.01.1944            | комиссар     | заместитель по политической части командира батальона 467-го стрелкового полка 81-й стрелковой дивизии 61-й армии Центрального фронта                                                                                                   | капитан                   | 21.09.1902 — 17.06.1977        | [ БС 4 ] [ ГС 15 ] [ НЛ 15 ]    |
| 370   | Ано́хин Константин Ефремович                                                                                        | 22.07.1941            | авиация      | командир звена 170-го истребительного авиационного полка 23-й смешанной авиационной дивизии Западного фронта | лейтенант                 | 01.06.1913 — 06.07.1941        | [ БС 4 ] [ ГС 16 ] [ НЛ 16 ]    |
| 371   | Ано́хин Сергей Григорьевич                                                                                          | 27.06.1945            | артиллерия   | командир 33-го гвардейского артиллерийского полка 14-й гвардейской стрелковой дивизии 5-й гвардейской армии 1-го Украинского фронта | гвардии подполковник      | 07.10.1908 — 18.05.1982        | [ БС 5 ] [ ГС 17 ] [ НЛ 17 ]    |
| 372   | Ано́хин Сергей Николаевич                                                                                           | 03.02.1953            | авиация      | лётчик-испытатель Лётно-исследовательского института | полковник                 | 01.04.1910 — 15.04.1986        | ——                              |
| 373   | Ано́шин Михаил Степанович                                                                                           | 29.08.1939            | танкист      | старший механик-водитель танка «БТ-5» 11-й танковой бригады 1-й армейской группы | младший комвзвод          | 20.11.1915 — 09.07.1939        | ——                              |
| 374   | Ано́щенков Фёдор Григорьевич                                                                                        | 16.10.1943            | артиллерия   | командир орудия 886-го артиллерийского полка 322-й стрелковой дивизии 13-й армии Центрального фронта | младший сержант           | 03.02.1901 — 19.08.1944        | [ БС 6 ] [ ГС 20 ] [ НЛ 18 ]    |
| 375   | Анпи́лов Анатолий Андреевич                                                                                         | 01.07.1944            | авиация      | командир эскадрильи 779-го бомбардировочного авиационного полка 241-й бомбардировочной авиационной дивизии 3-го бомбардировочного авиационного корпуса 16-й воздушной армии Белорусского фронта                                         | капитан                   | 07.11.1914 — 26.08.1994        | [ БС 6 ] [ ГС 21 ] [ НЛ 19 ]    |
| 376   | Анси́мов Николай Петрович                                                                                           | 24.03.1945            | связисты     | радист 846-го артиллерийского полка 277-й стрелковой дивизии 5-й армии 3-го Белорусского фронта | младший сержант           | 06.12.1922 — 13.01.1945        | [ БС 6 ] [ ГС 22 ] [ НЛ 20 ]    |
| 377   | Анташке́вич Фёдор Кузьмич бел. Анташкевіч Фёдар Кузьміч                                                             | 10.04.1945            | артиллерия   | командир орудия 296-го гвардейского лёгкого артиллерийского полка 25-го танкового корпуса 3-й гвардейской армии 1-го Украинского фронта                                                                                                 | гвардии старший сержант   | 1922 — 04.03.1945              | [ БС 6 ] [ ГС 23 ] [ НЛ 21 ]    |
| 378   | Антиня́н Авак Вартанович арм. Անտինյան Ավագ Վարդանի                                                                 | 23.09.1944            | артиллерия   | командир орудия 353-го гвардейского истребительно-противотанкового артиллерийского полка 8-го гвардейского механизированного корпуса 1-й гвардейской танковой армии 1-го Украинского фронта                                             | гвардии старшина          | 15.01.1917 — 18.10.1989        | [ БС 7 ] [ ГС 24 ] [ НЛ 22 ]    |
| 379   | Анти́пенко Иосиф Степанович укр. Антипенко Йосип Степанович                                                         | 15.05.1946            | связисты     | телефонист роты связи 1052-го стрелкового полка 301-й стрелковой дивизии 5-й ударной армии 1-го Белорусского фронта | сержант                   | 1910 — 29.04.1945              | [ БС 8 ] [ ГС 25 ] [ НЛ 23 ]    |
| 380   | Анти́пин Иван Алексеевич                                                                                            | 01.07.1944            | авиация      | лётчик 667-го штурмового авиационного полка 292-й штурмовой авиационной дивизии 1-го штурмового авиационного корпуса 5-й воздушной армии 2-го Украинского фронта                                                                        | лейтенант                 | 11.09.1921 — 21.12.2005        | [ БС 8 ] [ ГС 26 ] [ НЛ 24 ]    |
| 381   | Анти́пин Иван Николаевич                                                                                            | 15.01.1944            | инженер      | командир сапёрного отделения 483-го отдельного сапёрного батальона 356-й стрелковой дивизии 61-й армии Центрального фронта | младший сержант           | 1914 — 06.10.1943              | [ БС 8 ] [ ГС 27 ] [ НЛ 25 ]    |
| 382   | Анти́пин Михаил Иванович                                                                                            | 16.10.1943            | пехота       | наводчик станкового пулемёта 10-го гвардейского стрелкового полка 6-й гвардейской стрелковой дивизии 13-й армии Центрального фронта | гвардии красноармеец      | 17.08.1925 — 15.05.1995        | [ БС 8 ] [ ГС 28 ] [ НЛ 26 ]    |
| 383   | Анти́пин Филипп Лукьянович                                                                                          | 03.06.1944            | инженер      | командир отделения 107-го отдельного сапёрного батальона 93-й стрелковой дивизии 57-й армии 3-го Украинского фронта | сержант                   | 1900 — 25.03.1944              | [ БС 8 ] [ ГС 29 ] [ НЛ 27 ]    |
| 384   | Анти́пов Михаил Николаевич                                                                                          | 18.08.1945            | авиация      | заместитель командира эскадрильи 707-го штурмового авиационного полка 189-й штурмовой авиационной дивизии 10-го штурмового авиационного корпуса 17-й воздушной армии 3-го Украинского фронта                                            | старший лейтенант         | 21.11.1923 — 01.06.1947        | [ БС 8 ] [ ГС 30 ] [ НЛ 28 ]    |
| 385   | Анти́пов Пётр Фёдорович                                                                                             | 24.03.1945            | пехота       | командир 30-го ударно-штурмового батальона 3-го ударно-штурмового полка 53-й армии 2-го Украинского фронта | старший лейтенант         | 10.02.1919 — 19.04.1984        | [ БС 9 ] [ ГС 31 ] [ НЛ 29 ]    |
| 386   | Анти́пов Юрий Александрович                                                                                         | 09.09.1957            | авиация      | лётчик-испытатель НИИ ВВС | полковник                 | 06.03.1915 — 04.06.1997        | ——                              |
| 387   | Анто́ненко Алексей Касьянович                                                                                       | 14.07.1941            | авиация      | заместитель командира эскадрильи 13-го истребительного авиационного полка 61-й истребительной авиационной бригады ВВС Балтийского флота                                                                                                 | капитан                   | 23.02.1911 — 25.07.1941        | ——                              |
| 388   | Анто́ненко Кузьма Прокопьевич                                                                                       | 24.03.1945            | пехота       | заместитель командира 1-го гвардейского отдельного мотоциклетного полка 5-й гвардейской танковой армии 1-го Прибалтийского фронта | гвардии майор             | 12.12.1908 — 30.12.1993        | [ БС 10 ] [ ГС 34 ] [ НЛ 30 ]   |
| 389   | Антоне́ц Никита Степанович укр. Антонець Микита Степанович                                                          | 18.05.1943            | кавалерия    | командир взвода 12-го гвардейского кавалерийского полка 3-й гвардейской кавалерийской дивизии 2-го гвардейского кавалерийского корпуса Центрального фронта                                                                              | гвардии лейтенант         | 15.09.1915 — 17.06.1966        | [ БС 10 ] [ ГС 35 ] [ НЛ 31 ]   |
| 390   | Анто́нов Александр Антонович укр. Антонов Олександр Антонович                                                       | 27.06.1945            | пехота       | командир батальона 646-го стрелкового полка 152-й стрелковой дивизии 28-й армии 1-го Украинского фронта | майор                     | 23.10.1915 — 01.09.1997        | [ БС 10 ] [ ГС 36 ] [ НЛ 32 ]   |
| 391   | Анто́нов Анатолий Иванович                                                                                          | 21.12.1982            | морской флот | командир 46-го экипажа подводных лодок проекта 705, испытатель специальной воинской части Министерства обороны СССР | капитан 1-го ранга        | род. 22.12.1940                | ——                              |
| 392   | Анто́нов Антон Антонович укр. Антонов Антон Антонович                                                               | 13.09.1944            | пехота       | пулемётчик 290-го гвардейского стрелкового полка 95-й гвардейской стрелковой дивизии 5-й гвардейской армии 2-го Украинского фронта | гвардии красноармеец      | 1919 — 14.04.1944              | [ БС 11 ] [ ГС 38 ] [ НЛ 33 ]   |
| 393   | Анто́нов Василий Дмитриевич                                                                                         | 29.10.1943            | пехота       | командир отделения пулемётной роты 86-го стрелкового полка 180-й стрелковой дивизии 38-й армии Воронежского фронта | старший сержант           | 1925 — 1943 (пропал без вести) | [ БС 12 ] [ ГС 39 ] [ НЛ 34 ]   |
| 394   | Анто́нов Василий Петрович                                                                                           | 16.10.1943            | пехота       | наводчик станкового пулемёта 271-го стрелкового полка 181-й стрелковой дивизии 13-й армии Центрального фронта | ефрейтор                  | 13.03.1917 — 18.12.1988        | [ БС 12 ] [ ГС 40 ] [ НЛ 35 ]   |
| 395   | Анто́нов Владимир Александрович                                                                                     | 02.08.1944            | авиация      | командир эскадрильи 94-го гвардейского штурмового авиационного полка 5-й гвардейской штурмовой авиационной дивизии 1-го гвардейского смешанного авиационного корпуса 17-й воздушной армии 3-го Украинского фронта                       | гвардии лейтенант         | 14.12.1922 — 14.09.1961        | [ БС 12 ] [ ГС 41 ] [ НЛ 36 ]   |
| 396   | Анто́нов Владимир Семёнович                                                                                         | 06.04.1945            | пехота       | командир 301-й стрелковой дивизии 9-го стрелкового корпуса 5-й ударной армии 1-го Белорусского фронта | полковник                 | 28.06.1909 — 09.05.1993        | [ БС 12 ] [ ГС 42 ] [ НЛ 37 ]   |
| 397   | Анто́нов Григорий Сергеевич                                                                                         | 22.02.1944            | пехота       | командир 182-го гвардейского стрелкового полка 62-й гвардейской стрелковой дивизии 37-й армии Степного фронта | гвардии полковник         | 23.01.1900 — 17.12.1974        | [ БС 12 ] [ ГС 43 ] [ НЛ 38 ]   |
| 398   | Анто́нов Иван Васильевич                                                                                            | 10.01.1944            | танкист      | механик-водитель танка Т-34 56-й гвардейской танковой бригады 7-го гвардейского танкового корпуса 3-й гвардейской танковой армии 1-го Украинского фронта                                                                                | гвардии старший сержант   | 1920 — 06.11.1943              | [ БС 12 ] [ ГС 44 ] [ НЛ 39 ]   |
| 399   | Анто́нов Иван Николаевич                                                                                            | 24.04.1944            | танкист      | командир роты танков Т-34 326-го танкового батальона 117-й танковой бригады 1-го танкового корпуса 11-й гвардейской армии 1-го Прибалтийского фронта                                                                                    | капитан                   | 06.10.1913 — 16.12.1943        | [ БС 13 ] [ ГС 45 ] [ НЛ 40 ]   |
| 400   | Анто́нов Иван Петрович                                                                                              | 22.02.1943            | морской флот | стрелок 160-й отдельной стрелковой роты 301-го отдельного артиллерийского дивизиона Ленинградской военно-морской базы Балтийского флота                                                                                                 | краснофлотец              | 07.07.1920 — 22.03.1989        | [ БС 14 ] [ ГС 46 ] [ НЛ 41 ]   |
| 401   | Анто́нов Илья Семёнович                                                                                             | 17.10.1943            | пехота       | командир батальона 212-го гвардейского стрелкового полка 75-й гвардейской стрелковой дивизии 60-й армии Центрального фронта | гвардии капитан           | 15.12.1913 — 03.02.1981        | [ БС 14 ] [ ГС 47 ] [ НЛ 42 ]   |
| 402   | Анто́нов Константин Михайлович                                                                                      | 22.02.1944            | комиссар     | парторг батальона 78-го гвардейского стрелкового полка 25-й гвардейской стрелковой дивизии 6-й армии Юго-Западного фронта | гвардии младший лейтенант | 26.05.1922 — 23.03.1944        | [ БС 14 ] [ ГС 48 ] [ НЛ 43 ]   |
| 403   | Анто́нов Михаил Моисеевич бел. Антонаў Міхаіл Майсеевіч                                                             | 27.08.1943            | танкист      | командир взвода танков Т-34 231-го отдельного танкового полка 63-й армии Брянского фронта | старший лейтенант         | 11.03.1923 — 04.08.1943        | [ БС 14 ] [ ГС 49 ] [ НЛ 44 ]   |
| 404   | Анто́нов Неон Васильевич                                                                                            | 14.09.1945            | генерал      | командующий Амурской военной флотилией | контр-адмирал             | 19.01.1907 — 24.10.1948        | [ БС 14 ] [ ГС 50 ] [ НЛ 45 ]   |
| 405   | Анто́нов Николай Григорьевич                                                                                        | 27.06.1945            | инженер      | командир минно-подрывного взвода сапёрной роты 22-й гвардейской мотострелковой бригады 6-го гвардейского танкового корпуса 3-й гвардейской танковой армии 1-го Украинского фронта                                                       | гвардии младший лейтенант | 21.05.1924 — 16.01.2007        | [ БС 14 ] [ ГС 51 ] [ НЛ 46 ]   |
| 406   | Анто́нов Николай Дмитриевич                                                                                         | 21.03.1940            | комиссар     | военный комиссар 7-го истребительного авиационного полка 59-й истребительной авиационной бригады 7-й армии Северо-Западного фронта | батальонный комиссар      | 06.01.1909 — 14.06.1986        | [ БС 15 ] [ ГС 52 ] [ НЛ 47 ]   |
| 407   | Анто́нов Николай Дмитриевич                                                                                         | 17.10.1943            | артиллерия   | командир орудия 1178-го армейского истребительно-противотанкового артиллерийского полка 60-й армии Центрального фронта | старший сержант           | 28.02.1922 — 28.03.2000        | [ БС 16 ] [ ГС 53 ] [ НЛ 48 ]   |
| 408   | Анто́нов Николай Иванович                                                                                           | 15.01.1944            | пехота       | командир пулемётной роты 218-го гвардейского стрелкового полка 77-й гвардейской стрелковой дивизии 61-я армии Центрального фронта | гвардии старший лейтенант | 22.05.1918 — 25.12.1995        | [ БС 16 ] [ ГС 54 ] [ НЛ 49 ]   |
| 409   | Анто́нов Семён Михеевич                                                                                             | 09.09.1957            | авиация      | лётчик-испытатель НИИ ВВС | подполковник              | 02.08.1919 — 23.07.1993        | ——                              |
| 410   | Анто́нов Фёдор Тихонович                                                                                            | 01.11.1943            | пехота       | командир 6-й гвардейской отдельной разведывательной роты 3-й гвардейской стрелковой дивизии 2-й гвардейской армии Южного фронта | гвардии младший лейтенант | 15.11.1915 — 22.04.1988        | [ БС 16 ] [ ГС 56 ] [ НЛ 50 ]   |
| 411   | Анто́нов Яков Андреевич                                                                                             | 16.10.1943            | пехота       | пулемётчик 109-го стрелкового полка 74-й стрелковой дивизии 13-й армии Центрального фронта | красноармеец              | 22.11.1922 — 14.06.1980        | [ БС 16 ] [ ГС 57 ] [ НЛ 51 ]   |
| 412   | Анто́нов Яков Иванович                                                                                              | 21.03.1940            | авиация      | помощник командира эскадрильи 25-го истребительного авиационного полка 59-й истребительной авиационной бригады 7-й армии Северо-Западного фронта                                                                                        | старший лейтенант         | 24.01.1908 — 25.08.1942        | [ БС 16 ] [ ГС 58 ] [ НЛ 52 ]   |
| 413   | Антоню́к Степан Васильевич укр. Антонюк Степан Васильович                                                           | 10.04.1945            | артиллерия   | командир батареи 917-го артиллерийского полка 350-й стрелковой дивизии 13-й армии 1-го Украинского фронта | старший лейтенант         | 17.01.1919 — 05.07.1982        | [ БС 17 ] [ ГС 59 ] [ НЛ 53 ]   |
| 414   | Анто́шин Яков Фёдорович                                                                                             | 15.01.1944            | кавалерия    | пулемётчик 58-го гвардейского кавалерийского полка 16-й гвардейской кавалерийской дивизии 7-го гвардейского кавалерийского корпуса 61-й армии Центрального фронта                                                                       | гвардии красноармеец      | 01.05.1913 — 02.12.1993        | [ БС 18 ] [ ГС 60 ] [ НЛ 54 ]   |
| 415   | Анто́шкин Иван Диомидович                                                                                           | 20.05.1940            | авиация      | командир 18-го скоростного бомбардировочного авиационного полка 13-й скоростной бомбардировочной авиационной бригады ВВС 15-й армии Северо-Западного фронта                                                                             | майор                     | 25.05.1900 — 02.05.1944        | [ БС 18 ] [ ГС 61 ] [ НЛ 55 ]   |
| 416   | Анто́шкин Николай Павлович                                                                                          | 27.06.1945            | кавалерия    | командир эскадрона 5-го гвардейского кавалерийского полка 1-й гвардейской кавалерийской дивизии 1-го гвардейского кавалерийского корпуса 21-й армии 1-го Украинского фронта                                                             | гвардии старший лейтенант | 10.04.1922 — 11.01.1997        | [ БС 18 ] [ ГС 62 ] [ НЛ 56 ]   |
| 417   | Анто́шкин Николай Тимофеевич                                                                                        | 24.12.1986            | генерал      | начальник штаба ВВС Киевского военного округа | генерал-майор             | 19.12.1942 — 17.01.2021        | ——                              |
| 418   | Антро́пов Василий Яковлевич                                                                                         | 01.11.1943            | пехота       | командир батальона 311-го гвардейского стрелкового полка 108-й гвардейской стрелковой дивизии 44-й армии Южного фронта | гвардии майор             | 1910 — 07.10.1943              | [ БС 18 ] [ ГС 64 ] [ НЛ 57 ]   |
| 419   | Антя́сов Михаил Тихонович                                                                                           | 29.06.1945            | инженер      | понтонёр 87-го отдельного моторизированного понтонно-мостового батальона 65-й армии 2-го Белорусского фронта | красноармеец              | 18.07.1906 — 30.11.1989        | [ БС 18 ] [ ГС 65 ] [ НЛ 58 ]   |
| 420   | Ану́фриев Митрофан Алексеевич                                                                                       | 19.04.1945            | авиация      | командир эскадрильи 523-го истребительного авиационного полка 303-й истребительной авиационной дивизии 1-й воздушной армии 3-го Белорусского фронта                                                                                     | капитан                   | 10.12.1921 — 09.07.2002        | [ БС 18 ] [ ГС 66 ] [ НЛ 59 ]   |
| 421   | Ану́чкин Пётр Яковлевич                                                                                             | 10.04.1945            | артиллерия   | командир зенитно-пулемётной роты 1360-го зенитно-артиллерийского полка 29-й зенитно-артиллерийской дивизии РГК в составе 5-й гвардейской армии 1-го Украинского фронта                                                                  | старший лейтенант         | 23.12.1920 — 23.06.1969        | [ БС 20 ] [ ГС 67 ] [ НЛ 60 ]   |
| 422   | Анфиноге́нов Николай Яковлевич                                                                                      | 15.11.1983            | пехота       | разведчик разведывательной роты 181-го мотострелкового полка 108-й мотострелковой дивизии 40-й армии ограниченного контингента советских войск в Афганистане                                                                            | рядовой                   | 29.09.1963 — 19.09.1983        | ——                              |
| 423   | Анцеборе́нко Павел Афанасьевич укр. Анцеборенко Павло Опанасович                                                    | 24.03.1945            | пехота       | разведчик взвода пешей разведки 506-го стрелкового полка 198-й стрелковой дивизии 1-й ударной армии 3-го Прибалтийского фронта | красноармеец              | 1925 — 20.08.1944              | [ БС 21 ] [ ГС 69 ] [ НЛ 61 ]   |
| 424   | Анцу́пов Александр Яковлевич                                                                                        | 17.11.1943            | пехота       | командир отделения мотострелкового батальона 69-й механизированной бригады 9-го механизированного корпуса 3-й гвардейской танковой армии Воронежского фронта                                                                            | младший сержант           | 07.07.1924 — 21.08.2019        | [ БС 21 ] [ ГС 70 ] [ НЛ 62 ]   |
| 425   | Анчуго́в Александр Галактионович                                                                                    | 23.09.1944            | танкист      | командир танковой роты 242-й танковой бригады 31-го танкового корпуса 1-го Украинского фронта | старший лейтенант         | 05.08.1923 — 06.04.1979        | [ БС 21 ] [ ГС 71 ] [ НЛ 63 ]   |
| 426   | Апа́рин Максим Григорьевич                                                                                          | 30.10.1943            | артиллерия   | командир орудия огневого взвода 43-го стрелкового полка 106-й стрелковой дивизии 65-й армии Центрального фронта | старший сержант           | 1920 — 16.11.1943              | [ БС 21 ] [ ГС 72 ] [ НЛ 64 ]   |
| 427   | Апи́вала Станисловас Петрович лит. Apyvala Stanislovas                                                              | 02.07.1945            | партизан     | активный участник партизанской борьбы в Литве, командир партизанского отряда «Вильнюс» и 1-й секретарь Швенчёнского подпольного уездного комитета КП(б) Литовской ССР                                                                   | —                         | 19.06.1920 — 1999              | [ БС 21 ] [ ГС 73 ] [ НЛ 65 ]   |
| 428   | Апле́тов Иван Потапович                                                                                             | 24.03.1945            | пехота       | командир пулемётного взвода 164-го стрелкового полка 33-й стрелковой дивизии 1-й ударной армии 3-го Прибалтийского фронта | старший лейтенант         | 24.04.1921 — 27.03.1979        | [ БС 21 ] [ ГС 74 ] [ НЛ 66 ]   |
| 429   | Апра́ксин Сергей Андреевич                                                                                          | 29.06.1945            | авиация      | старший лётчик 74-го гвардейского штурмового авиационного полка 1-й гвардейской штурмовой авиационной дивизии 1-й воздушной армии 3-го Белорусского фронта                                                                              | гвардии младший лейтенант | 20.01.1923 — 16.05.1995        | [ БС 22 ] [ ГС 75 ] [ НЛ 67 ]   |
| 430   | Аракеля́н Сурен Смбатович арм. Առաքելյան Սուրեն Սմբատի                                                              | 16.05.1944            | пехота       | командир пулемётного отделения 526-го стрелкового полка 89-й стрелковой дивизии 18-й армии Северо-Кавказского фронта | старший сержант           | 08.11.1911 — 23.09.1943        | [ БС 23 ] [ ГС 76 ] [ НЛ 68 ]   |
| 431   | Ара́пов Алексей Назарович                                                                                           | 27.10.1943            | десантники   | начальник штаба 3-й гвардейской воздушно-десантной дивизии 60-й армии Центрального фронта | гвардии подполковник      | 19.03.1906 — 14.09.1943        | [ БС 23 ] [ ГС 77 ] [ НЛ 69 ]   |
| 432   | Арасла́нов Гафиатулла Шагимарданович (Арасланов Гафиятулла Шагиморданович) баш. Арыҫланов Ғәфиәтулла Шаһимәрҙән улы | 07.04.1940            | танкист      | башенный стрелок танка танковой роты 136-го стрелкового полка 97-й стрелковой дивизии 13-й армии Северо-Западного фронта | отделенный командир       | 20.09.1915 — 05.01.1945        | [ БС 23 ] [ ГС 78 ] [ НЛ 70 ]   |
| 433   | Аргуно́в Николай Филиппович                                                                                         | 23.02.1945            | авиация      | штурман эскадрильи 35-го гвардейского бомбардировочного авиационного полка 5-й гвардейской бомбардировочной авиационной дивизии 1-го гвардейского бомбардировочного авиационного корпуса 3-й воздушной армии 1-го Прибалтийского фронта | гвардии старший лейтенант | 14.04.1919 — 22.10.1944        | [ БС 23 ] [ ГС 79 ] [ НЛ 71 ]   |
| 434   | Арда́шев Валентин Кузьмич                                                                                           | 23.07.1944            | пехота       | командир отделения 1022-го стрелкового полка 269-й стрелковой дивизии 3-й армии 1-го Белорусского фронта | красноармеец              | 14.01.1925 — 22.05.2000        | [ БС 23 ] [ ГС 80 ] [ НЛ 72 ]   |
| 435   | Арда́шев Леонид Арсентьевич удм. Ардашев Леонид Арсентьевич                                                         | 21.07.1944            | пехота       | связной командира роты 133-го стрелкового полка 72-й стрелковой дивизии 21-й армии Ленинградского фронта | младший сержант           | 16.09.1924 — 21.04.1952        | [ БС 23 ] [ ГС 81 ] [ НЛ 73 ]   |
| 436   | Арди́нцев Яков Спиридонович                                                                                         | 24.03.1945            | артиллерия   | командир батареи 1187-го истребительно-противотанкового артиллерийского полка 25-й отдельной истребительно-противотанковой артиллерийской бригады 2-й гвардейской армии 1-го Прибалтийского фронта                                      | старший лейтенант         | 1910 — 20.08.1944              | [ БС 24 ] [ ГС 82 ] [ НЛ 74 ]   |
| 437   | Арды́шев Павел Иванович                                                                                             | 24.03.1945            | пехота       | помощник командира взвода 117-го гвардейского стрелкового полка 39-й гвардейской стрелковой дивизии 8-й гвардейской армии 1-го Белорусского фронта                                                                                      | гвардии сержант           | 22.12.1923 — 18.05.2004        | [ БС 25 ] [ ГС 83 ] [ НЛ 75 ]   |
| 438   | Аренда́ренко Иван Иванович укр. Арендаренко Іван Іванович                                                           | 22.07.1944            | артиллерия   | командир батареи 122-го гвардейского артиллерийского полка 51-й гвардейской стрелковой дивизии 6-й гвардейской армии 1-го Прибалтийского фронта                                                                                         | гвардии старший лейтенант | 12.10.1921 — 16.02.2013        | [ БС 25 ] [ ГС 84 ] [ НЛ 76 ]   |
| 439   | Аре́фьев Константин Артемьевич (Арефьев Константин Артёмович) укр. Ареф'єв Костянтин Артемович                      | 02.05.1945            | партизан     | активный участник партизанской борьбы на Украине, командир партизанского отряда «За Победу» | —                         | 25.12.1915 — 08.03.1948        | [ БС 25 ] [ ГС 85 ] [ НЛ 77 ]   |
| 440   | Аре́фьев Пётр Алексеевич                                                                                            | 23.02.1945            | авиация      | командир эскадрильи 826-го штурмового авиационного полка 335-й штурмовой авиационной дивизии 3-й воздушной армии 1-го Прибалтийского фронта                                                                                             | капитан                   | 25.06.1913 — 01.04.1950        | [ БС 25 ] [ ГС 86 ] [ НЛ 78 ]   |
| 441   | Аржа́нов Николай Николаевич                                                                                         | 01.05.1957            | —            | лётчик-испытатель Казанского авиационного завода | —                         | 10.03.1913 — 07.02.1976        | ——                              |
| 442   | Арзума́нов Гурген Мерзаевич арм. Արզումանյան Գուրգեն Միրզոյի                                                        | 15.01.1944            | кавалерия    | командир эскадрона 54-го гвардейского кавалерийского полка 14-й гвардейской кавалерийской дивизии 7-го гвардейского кавалерийского корпуса 61-й армии Центрального фронта                                                               | гвардии лейтенант         | 10.03.1914 — 22.09.1943        | [ БС 25 ] [ ГС 88 ] [ НЛ 79 ]   |
| 443   | Ариста́рхов Дмитрий Аврамович укр. Аристархов Дмитро Аврамович                                                      | 24.03.1945            | артиллерия   | командир взвода противотанковых ружей 117-го стрелкового полка 23-й стрелковой дивизии 61-й армии 1-го Белорусского фронта | старший лейтенант         | 10.11.1923 — 08.02.2017        | [ БС 25 ] [ ГС 89 ] [ НЛ 80 ]   |
| 444   | А́ристов Егор Игнатьевич                                                                                            | 29.06.1945            | связисты     | телефонист роты связи 17-го гвардейского стрелкового полка 5-й гвардейской стрелковой дивизии 11-й гвардейской армии 3-го Белорусского фронта                                                                                           | гвардии сержант           | 05.05.1912 — 07.07.1980        | [ БС 26 ] [ ГС 90 ] [ НЛ 81 ]   |
| 445   | Арла́шкин Григорий Фадеевич                                                                                         | 19.04.1945            | пехота       | командир батальона 1174-го стрелкового полка 348-й стрелковой дивизии 3-й армии 3-го Белорусского фронта | майор                     | 24.01.1918 — 15.02.1945        | [ БС 27 ] [ ГС 91 ] [ НЛ 82 ]   |
| 446   | Арма́н Поль Матисович (Тылтынь Пауль) латыш. Tiltiņš Pēteris Pauls                                                  | 31.12.1936            | танкист      | командир роты танков Т-26 вооружённых сил Испанской Республики | капитан                   | 04.04.1903 — 07.08.1943        | ——                              |
| 447   | Арма́шев Григорий Иванович                                                                                          | 24.08.1943            | авиация      | штурман 261-го бомбардировочного авиационного полка 204-й бомбардировочной авиационной дивизии 1-й воздушной армии Западного фронта | майор                     | 28.01.1914 — 31.03.1989        | [ БС 27 ] [ ГС 93 ] [ НЛ 83 ]   |
| 448   | Аро́нова Раиса Ермолаевна                                                                                           | 15.05.1946            | авиация      | старший лётчик 46-го гвардейского ночного бомбардировочного авиационного полка 325-й ночной бомбардировочной авиационной дивизии 4-й воздушной армии 2-го Белорусского фронта                                                           | гвардии лейтенант         | 10.02.1920 — 20.12.1982        | [ БС 27 ] [ ГС 94 ] [ НЛ 84 ]   |
| 449   | Арсе́нов Валерий Викторович                                                                                         | 10.11.1986            | десантники   | старший разведчик-гранатомётчик 173-го отдельного отряда специального назначения 40-й армии ограниченного контингента советских войск в Афганистане                                                                                     | рядовой                   | 24.06.1966 — 28.02.1986        | ——                              |
| 450   | Арсе́ньев Иван Николаевич                                                                                           | 31.05.1945            | связисты     | командир отделения связи 432-го гаубичного артиллерийского полка 18-й гаубичной артиллерийской бригады 6-й артиллерийской дивизии прорыва РГК в составе 47-й армии 1-го Белорусского фронта                                             | старший сержант           | 25.12.1918 — 13.02.1984        | [ БС 28 ] [ ГС 96 ] [ НЛ 85 ]   |
| 451   | Арсе́ньев Николай Лаврентьевич                                                                                      | 18.08.1945            | авиация      | командир эскадрильи 63-го ночного бомбардировочного авиационного полка 132-й бомбардировочной авиационной дивизии 5-го бомбардировочного авиационного корпуса 4-й воздушной армии 2-го Белорусского фронта                              | капитан                   | 10.12.1920 — 24.03.1979        | [ БС 29 ] [ ГС 97 ] [ НЛ 86 ]   |
| 452   | Арсеню́к Александр Николаевич укр. Арсенюк Олександр Миколайович                                                    | 15.01.1944            | кавалерия    | снайпер 58-го гвардейского кавалерийского полка 16-й гвардейской кавалерийской дивизии 7-го гвардейского кавалерийского корпуса 61-й армии Центрального фронта                                                                          | гвардии красноармеец      | 02.08.1910 — 27.03.1996        | [ БС 29 ] [ ГС 98 ] [ НЛ 87 ]   |
| 453   | Артамо́нов Алексей Алексеевич                                                                                       | 27.03.1942            | авиация      | младший лётчик 168-го истребительного авиационного полка 45-й смешанной авиационной дивизии 18-й армии Южного фронта | лейтенант                 | 24.03.1916 — 30.07.1941        | [ БС 29 ] [ ГС 99 ] [ НЛ 88 ]   |
| 454   | Артамо́нов Василий Васильевич                                                                                       | 10.04.1945            | артиллерия   | наводчик орудия 538-го стрелкового полка 120-й стрелковой дивизии 21-й армии 1-го Украинского фронта | младший сержант           | 13.08.1926 — 23.10.1945        | [ БС 29 ] [ ГС 100 ] [ НЛ 89 ]  |
| 455   | Артамо́нов Виктор Дмитриевич                                                                                        | 18.08.1945            | авиация      | командир звена 165-го гвардейского штурмового авиационного полка 10-й гвардейской штурмовой авиационной дивизии 17-й воздушной армии 3-го Украинского фронта                                                                            | гвардии лейтенант         | 10.02.1921 — 14.05.1994        | [ БС 29 ] [ ГС 101 ] [ НЛ 90 ]  |
| 456   | Артамо́нов Владимир Иванович                                                                                        | 17.11.1939            | авиация      | командир эскадрильи 38-го бомбардировочного авиационного полка 100-й скоростной бомбардировочной авиационной бригады 1-й армейской группы                                                                                               | капитан                   | 20.11.1906 — 29.09.1944        | ——                              |
| 457   | Артамо́нов Иван Ильич                                                                                               | 18.11.1944            | артиллерия   | командир 436-го отдельного истребительно-противотанкового дивизиона 399-й стрелковой дивизии 48-й армии 1-го Белорусского фронта | майор                     | 19.11.1914 — 16.05.1985        | [ БС 30 ] [ ГС 103 ] [ НЛ 91 ]  |
| 458   | Артамо́нов Иван Филиппович                                                                                          | 16.10.1943            | пехота       | командир батальона 25-го гвардейского стрелкового полка 6-й гвардейской стрелковой дивизии 60-й армии Центрального фронта | гвардии лейтенант         | 07.03.1918 — 05.01.1944        | [ БС 31 ] [ ГС 104 ] [ НЛ 92 ]  |
| 459   | Артамо́нов Николай Семёнович                                                                                        | 19.08.1944            | авиация      | помощник по воздушно-стрелковой службе командира 193-го истребительного авиационного полка 302-й истребительной авиационной дивизии 4-го истребительного авиационного корпуса 2-й воздушной армии 1-го Украинского фронта               | старший лейтенант         | 21.05.1920 — 26.03.1945        | [ БС 31 ] [ ГС 105 ] [ НЛ 93 ]  |
| 460   | Артамо́нов Степан Васильевич                                                                                        | 16.10.1943            | пехота       | командир пулемётного расчёта 151-го стрелкового полка 8-й стрелковой дивизии 13-й армии Центрального фронта | старший сержант           | 23.12.1900 — 10.05.1944        | [ БС 31 ] [ ГС 106 ] [ НЛ 94 ]  |
| 461   | Артамо́нов Фёдор Владимирович                                                                                       | 17.10.1943            | танкист      | командир 25-й гвардейской механизированной бригады 7-го гвардейского механизированного корпуса 60-й армии Центрального фронта | гвардии подполковник      | 12.09.1906 — 09.07.1944        | [ БС 31 ] [ ГС 107 ] [ НЛ 95 ]  |
| 462   | Артёменко Александр Николаевич укр. Артеменко Олександр Миколайович                                                | 17.10.1943            | артиллерия   | наводчик орудия противотанковой батареи 150-й танковой бригады 60-й армии Воронежского фронта | ефрейтор                  | 01.01.1922 — 06.07.1979        | [ БС 31 ] [ ГС 108 ] [ НЛ 96 ]  |
| 463   | Артёменко Анатолий Павлович укр. Артеменко Анатолій Павлович                                                       | 27.06.1945            | авиация      | командир эскадрильи 93-го гвардейского штурмового авиационного полка 5-й гвардейской штурмовой авиационной дивизии 2-го гвардейского штурмового авиационного корпуса 2-й воздушной армии 1-го Украинского фронта                        | гвардии капитан           | 19.12.1918 — 27.05.2019        | [ БС 31 ] [ ГС 109 ] [ НЛ 97 ]  |
| 464   | Артёменко Степан Елизарович укр. Артеменко Степан Єлизарович                                                       | 27.02.1945 31.05.1945 | пехота       | командир батальона 447-го стрелкового полка 397-й стрелковой дивизии 61-й армии 1-го Белорусского фронта | капитан майор             | 22.01.1913 — 05.05.1977        | [ БС 32 ] [ ГС 110 ] [ НЛ 98 ]  |
| 465   | Артёменко Юрий Ильич укр. Артеменко Юрій Ілліч                                                                     | 17.10.1943            | артиллерия   | командир 200-го гвардейского лёгкого артиллерийского полка 3-й гвардейской лёгкой артиллерийской бригады 1-й гвардейской артиллерийской дивизии прорыва РГК в составе 60-й армии Центрального фронта                                    | гвардии подполковник      | 06.05.1906 — 05.02.1948        | [ БС 33 ] [ ГС 111 ] [ НЛ 99 ]  |
| 466   | Артёмов Павел Петрович                                                                                             | 20.04.1945            | морской флот | автоматчик 384-го отдельного батальона морской пехоты Одесской Военно-морской базы Черноморского флота | младший сержант           | 1917 — 26.03.1944              | [ БС 33 ] [ ГС 112 ] [ НЛ 100 ] |
| 467   | Артёмов Пётр Михайлович                                                                                            | 24.03.1945            | пехота       | командир батальона 498-го стрелкового полка 132-й стрелковой дивизии 47-й армии 1-го Белорусского фронта | капитан                   | 29.09.1919 — 31.10.1991        | [ БС 33 ] [ ГС 113 ] [ НЛ 101 ] |
| 468   | Артёмцев Александр Дмитриевич                                                                                      | 24.03.1945            | пехота       | стрелок 263-го гвардейского стрелкового полка 86-й гвардейской стрелковой дивизии 46-й армии 2-го Украинского фронта | гвардии красноармеец      | 1910 — 06.11.1944              | [ БС 33 ] [ ГС 114 ] [ НЛ 102 ] |
| 469   | Арте́мченков Григорий Фёдорович                                                                                     | 27.06.1945            | авиация      | командир звена 106-го гвардейского истребительного авиационного полка 11-й гвардейской истребительной авиационной дивизии 2-го гвардейского штурмового авиационного корпуса 2-й воздушной армии 1-го Украинского фронта                 | гвардии лейтенант         | 25.04.1923 — 27.05.1979        | [ БС 33 ] [ ГС 115 ] [ НЛ 103 ] |
| 470   | Арте́мьев Александр Алексеевич                                                                                      | 19.04.1945            | авиация      | заместитель командира эскадрильи 566-го штурмового авиационного полка 277-й штурмовой авиационной дивизии 1-й воздушной армии 3-го Белорусского фронта                                                                                  | старший лейтенант         | 27.12.1922 — 28.04.1989        | [ БС 33 ] [ ГС 116 ] [ НЛ 104 ] |
| 471   | Арте́мьев Иван Тимофеевич                                                                                           | 07.04.1940            | пехота       | пулемётчик 69-го стрелкового полка 97-й стрелковой дивизии 13-й армии Северо-Западного фронта | красноармеец              | 14.10.1917 — 26.06.1944        | [ БС 34 ] [ ГС 117 ] [ НЛ 105 ] |

| Навигационная таблица | Навигационная таблица              |
| --------------------- | ---------------------------------- |
| «А»                   | Абаев Ахсарбек — Азалов Клычнияз   |
| «А»                   | Азаров Алексей — Алиев Шамсула     |
| «А»                   | Алимбетов Абылай — Анисичкин Фёдор |
| «А»                   | Анискин Александр — Артемьев Иван  |
| «А»                   | Артемьев Николай — Аянян Эдуард    |